# Juan Pablo Ángel
Juan Pablo Ángel Arango (født 24. oktober 1975) er en columbiansk fodboldspiller, som siden 1996 har spillet 33 landskampe og scoret 9 mål. Fra 2007 har han optrådt for det amrikanske storhold Red Bull New York.